# Метью Рікрофт
Сер Метью Рікрофт (англ. Matthew Rycroft) (16 червня 1968, Саутгемптон) — британський дипломат, командор Ордена Британської імперії. Постійний представник Великої Британії при ООН, вступив на посаду в квітні 2015 року, змінивши Марка Лайл Ґранта.

## Біографія
Роботу в Форін-офіс почав у 1989 році, досягнувши в результаті посади головного операційного директора (COO).
Працював у британських представництвах у Женеві та НАТО, Рікрофт провів чотири роки в британському посольстві в Парижі. У 1995—1996 був начальником відділу в Групі Східної Адріатики на FCO. Згодом, після вступу на цю посаду, служив як член британської депутації Дейтонських мирних переговорів. У період з 1996 по 1998 рік він був референт в політиці планувальників FCO.
У 1998 році він приєднався до британського посольства в США, де служив протягом чотирьох років. У 2002 році був призначений особистим секретарем із закордонних справ прем'єр-міністра Тоні Блера, щоб консультувати його з питань, пов'язаних з зовнішньою політикою за таких напрямків, як Європейський Союз, Північна Ірландія та оборонні питання.
У 2005—2008 рр. — як представник Великої Британії за кордоном був Надзвичайним і Повноважним послом Великої Британії в Боснії і Герцеговині.

## Нагороди та відзнаки
- Командор Ордена Британської імперії.

## Сім'я
Дружина — Елісон, 3 доньки.

## Цікаві факти
- Проти Метью Рікрофта була націлена скандальна промова російського представника в РБ ООН Сафронкова від 12 квітня 2017, у якій він всупереч дипломатичному етикету, проявив демонстративну неповагу, агресивність та відверте хамство, кілька раз звернувся до британського представника на «ти».